# Monte Cadria
Der Monte Cadria ist mit 2254 m s.l.m. der höchste Berg der Gardaseeberge. Er liegt in der zur Provinz Trient gehörenden Gemeinde Ledro nordwestlich vom Gardasee.
Seine Ostseite fällt zum Val di Concei ab, ein bei Bezzecca in Richtung Norden abbiegendes Seitental des Ledrotals. Die Westseite des Cadria grenzt an die Judikarien. Südwestlich benachbart liegen die im Ersten Weltkrieg heftig umkämpften Gipfel Monte Nozzolo Grande (Großer Nozzolo, 2029 m) und Monte Nozzolo Piccolo (Kleiner Nozzolo, 1923 m).